# Harpactea mouzaiensis
Harpactea mouzaiensis là một loài nhện trong họ Dysderidae.
Loài này thuộc chi Harpactea. Harpactea mouzaiensis được miêu tả năm 1989 bởi Robert Bosmans & Beladjal.